# Rue Hégésippe-Moreau
La rue Hégésippe-Moreau est une voie du 18e arrondissement de Paris, en France.

## Situation et accès

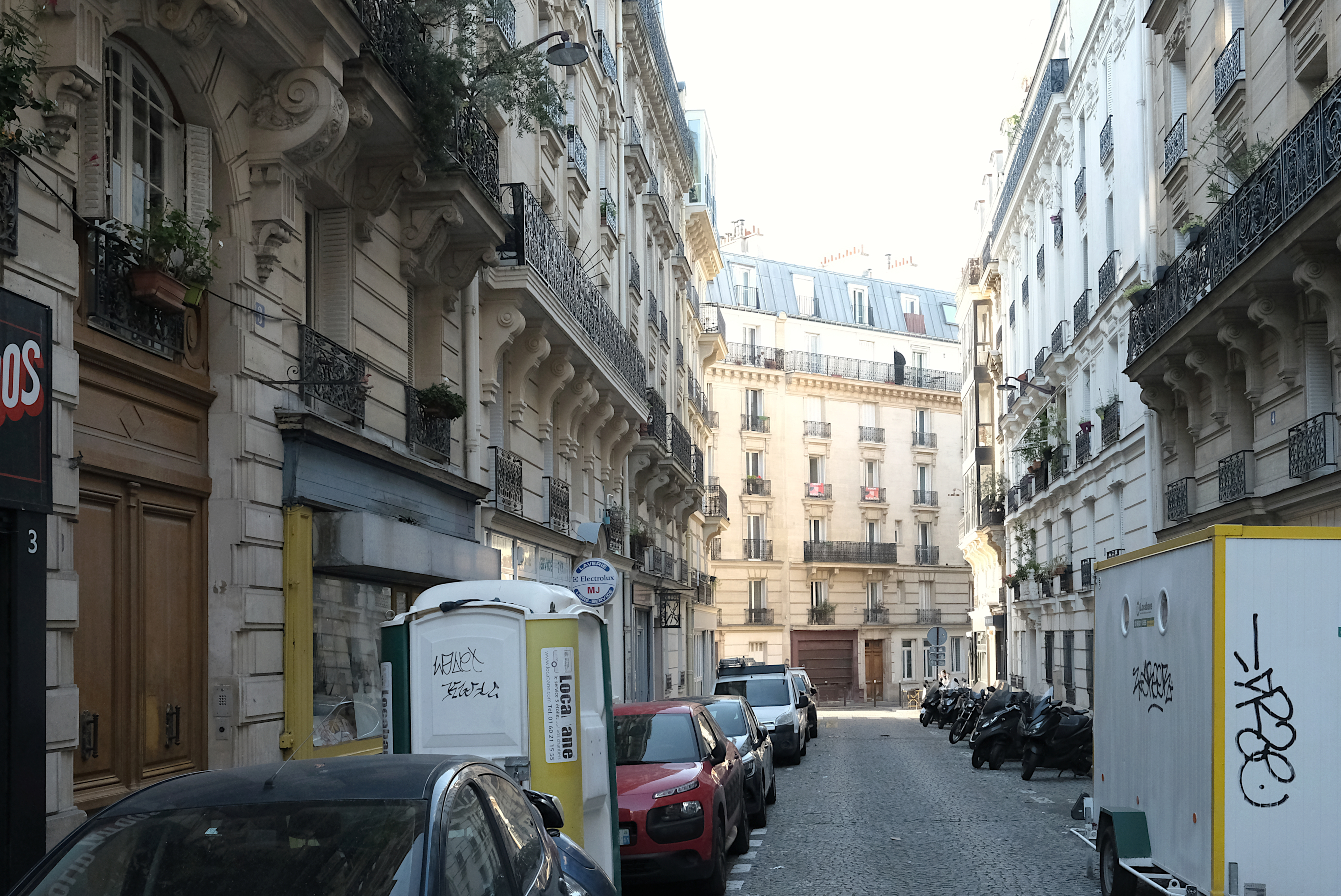
La rue vue du 15 rue Ganneron.

La rue Hégésippe-Moreau est une voie publique située dans le 18e arrondissement de Paris. Elle débute au 15, rue Ganneron et se termine au 29-33, rue Ganneron.

## Origine du nom
Elle conserve la mémoire d'Hégésippe Moreau écrivain, poète et journaliste français, né et mort à Paris (1810-1838).

## Historique
La première partie de cette voie est ouverte en 1889, par M. Guérit, sous le nom de  villa des Beaux-Arts entre la rue Ganneron (no 15) et la rue Pierre-Ginier (no 15). Elle prend sa dénomination actuelle par un arrêté du 18 avril 1890.
La deuxième partie de la voie entre la rue Pierre-Ginier (no 15) et la rue Ganneron (no 29-33), en reliant la rue Étienne-Jodelle, est ouverte en 1905 sous le nom de rue Hégésippe-Moreau-prolongée. Cette partie prend la dénomination de rue Hégésippe-Moreau par un arrêté du 13 janvier 1934. 

## Bâtiments remarquables et lieux de mémoire
- No 15 : Paul Signac (1863-1935) a un atelier à cette adresse de 1889 à 1892. En 1890, il y peint le portrait de Félix Fénéon (New York, Museum of Modern Art)[1]. Jules Pascin (1885-1930) et Hermine David (1886-1970), artistes peintres, s'installèrent un temps dans cet atelier à leur retour des États-Unis en 1920[2]. Le peintre, graveur, affichiste et musicien Louis Huvey (1868-1954) y résida[réf. nécessaire], de même que, successivement dans le même atelier, Jean Dufy et Andrés Segovia[3].